# Gruppen
Pour l’article homonyme, voir Gruppen (revue).
Gruppen est une œuvre orchestrale pour trois orchestres du compositeur allemand Karlheinz Stockhausen. Composée de 1955 à 1957, elle fut créée le 24 mars 1958 à Cologne sous la direction du compositeur (orchestre I), Bruno Maderna (orchestre II) et Pierre Boulez (orchestre III).

## Analyse de l'œuvre
Destiné à un ensemble de cent neuf musiciens divisé en trois groupes quasi identiques, Stockhausen vise comme Varèse trente cinq ans plus tôt avec Hyperprism la spatialisation de la musique, qui ici est sérielle comme le précise le compositeur : « se mouvoir dans l'espace des groupes de sons d'un corps sonore à un autre, et en même temps de diviser des structures sonores semblables ; chaque orchestre devait pouvoir appeler l'autre, donnant une réponse ou un écho ».[citation nécessaire]

## Instrumentation

### OrchestreIpour 36 exécutants
Une flûte (aussi petite flüte), une flûte alto, un hautbois, un cor anglais, une clarinette, un basson, deux cors (ascendant, descendant), deux trompettes, deux trombones (2. avec piston de quarte), un tuba basse, marimbaphone (5 octaves), glockenspiel, un carillon à marteaux, cinq cloches de vache (de), quatre instruments de métal (un tam-tam et trois cymbales), deux tambours de bois (tambours fendus de type africain à deux hauteurs de son), quatre tambours, une caisse claire avec timbres (caisses plates de jazz, son très clair), un tambour de basque, un carillon à clavier (ou célesta), une harpe, dix violons, deux altos, quatre violoncelles et deux contrebasses.

### OrchestreIIpour 37 exécutants
Deux flûtes (1. aussi petite flüte), un hautbois, une petite clarinette, une saxophone alto (aussi clarinette), un saxophone baryton, un basson, trois cors (1. et 3. ascendant, 2. descendant), deux trompettes, un trombone ténor, un trombone basse, un vibraphone, un jeu de 14 cloches), quatre cloches de vache (de), quatre instruments de métal (un tam-tam et trois cymbales), deux tambours de bois, quatre tambours (tomtoms ou tumbas et bongos), une caisse claire avec timbres, un tambour de basque, une crécelle, deux triangles (aigu, grave), un piano (à queue, sans le couvercle), une guitare électrique, huit violons, quatre altos, deux violoncelles et deux contrebasses.

### OrchestreIIIpour 36 exécutants
Une flûte (aussi petite flûte), un hautbois, un cor anglais, une clarinette, une clarinette basse, un basson, trois cors (1. et 3. ascendant, 2. descendant), deux trompettes, deux trombones (avec piston de quatre chacun), un trombone contrebasse (ou tuba), xylorimba (quatre octaves) ou marimbaphone, xylophone, quatre cloches de vache (de), quatre instruments de métal (un petit tam-tam et trois cymbales), deux tambours de bois, quatre tambours (tomtoms ou tumbas et bongos), un caisse claire avec timbres, un tambour de basque, un célesta (5 octaves), une harpe, huit violons, quatre altos, deux violoncelles et deux contrebasses.

## Durée d'exécution
Vingt-cinq minutes.

## Discographie sélective
- Gruppen, Carré, Orchestre symphonique de la WDR de Cologne dirigé par Karlheinz Stockenhausen, Bruno Maderna et Michael Gielen DG

## Source
- François-René Tranchefort, Guide de la musique symphonique, Fayard, 1989, p. 734  (ISBN 2-213-01638-0)